# Dekanat Kowalewo Pomorskie
Dekanat Kowalewo Pomorskie – jeden z 24 dekanatów w rzymskokatolickiej diecezji toruńskiej.

## Historia
Dekanat kowalewski powstał 2 grudnia 2001 roku w ramach reorganizacji struktur diecezjalnych, którą przeprowadził ówczesny biskup toruński Andrzej Suski. 

## Parafie
Lista parafii (stan z 12 października 2023):
| Lp | Miejscowość / parafia                           | Proboszcz / administrator            | Zdjęcie |
| -- | ----------------------------------------------- | ------------------------------------ | ------- |
| 1  | Chełmonie św. Bartłomieja                       | ks. Zdzisław Szauer                  |         |
| 2  | Gronowo św. Mikołaja                            | ks. kan. Karol Franciszek Schmidt    |         |
| 3  | Kowalewo Pomorskie św. Mikołaja                 | ks. kanonik Piotr Igielski           |         |
| 4  | Orzechowo św. Marii Magdaleny                   | ks. Wojciech Robert Radzikowski      |         |
| 5  | Pluskowęsy św. Jana Chrzciciela i św. Walentego | ks. kan. Roman Piask                 |         |
| 6  | Rogowo Podwyższenia Krzyża Świętego             | ks. Wojciech Skolmowski              |         |
| 7  | Srebrniki Matki Bożej Śnieżnej                  | ks. kan. Wojciech Robert Radzikowski |         |
| 8  | Wielka Łąka św. Katarzyny i św. Małgorzaty      | ks. kan. Grzegorz Malinowski         |         |
| 9  | Zieleń Świętych Apostołów Piotra i Pawła        | ks. Jurand Paczkowski                |         |